# Г-н Чърч
„Г-н Чърч“ (на английски: Mr. Church) е американска драма от 2016 година на режисьора Брус Бересфорд по сценарий на Сюзън Макмартин. Във филма участва Еди Мърфи в едноименната роля, а поддържащите роли се играят от Брит Робърсън, Хавиер Самюъл, Луси Фрай, Крисчън Мадсън и Наташа Макълоун. Филмът е базиран на кратката история „Готвачът, който идва да живее с нас“. Филмът дебютира на 22 април 2016 г. във Филмовия фестивал в Трибека и излиза на 16 септември 2016 г. Това е първата роля на Мърфи от филма „Хиляда думи“, излязъл през 2012 година.

## Сюжет
През 1971 г. Шарлот "Чарли" Брукс, на 10 години, живее със самотната си майка Мари Брукс в Лос Анджелис, Калифорния. Една сутрин Чарли се събужда от звуците и вкусните миризми на готвене, носещи се от кухнята. При проверка Чарли е шокиран да открие странен чернокож мъж, който приготвя закуска. Майка й я информира, че мъжът е г-н Чърч и той ще бъде техният нов готвач. Убедена, че г-н Чърч ще се намеси в живота, който тя споделя с майка си, Чарли първоначално не вярва на г-н Чърч и настоява майка си да го уволни.
Чарли научава, че г-н Чърч е бил нает от Ричард Кенън, богат предприемач, с когото майка й излизала, докато не научила, че той е женен. Когато Кенън умира, той оставя разпоредби в завещанието си, които осигуряват финансова подкрепа за Мари, която е диагностицирана с терминален рак на гърдата. Провизиите бяха планирани да продължат само шест месеца, за да съответстват на диагностицираната продължителност на живота й. Когато г-н Чърч информира Мари, че му е гарантирана доживотна заплата, за да се грижи за семейството, тя решава да остави г-н Чърч като техен готвач при условие, че той пази рака й в тайна от Чарли.
Шест години по-късно Мари е все още жива и г-н Чърч се е превърнал в удобно място в домакинството както за Чарли, така и за майка й. Не само гурме готвач, г-н Чърч е и човек от епохата на Ренесанса, като запален читател, художник на скици и художник, градинар, джаз ентусиаст, пианист и сръчен с шевна машина.
Сега Чарли е последен в гимназията и знае за рака на майка си. Чарли се отдалечава от майка си и се сближава с г-н Чърч поради неспособността си да се примири с предстоящата смърт на Мари. Когато Мари разбира, че Чарли е решил да не присъства на бала си, тя обещава на дъщеря си, че ще остане жива, ако Чарли обещае да отиде. В голямата вечер тримата се снимат като семейство, а Чарли отива на бала. Няколко дни по-късно г-н Чърч среща Чарли на автобусната спирка, за да съобщи, че майка й е починала.
Г-н Чърч остава с Чарли, след като Мари умира. Чарли завършва гимназия и е приет в Бостънския университет. С известна финансова помощ от г-н Чърч и подарена кола, Чарли започва първата си година. Три години по-късно бременната Чарли се появява на прага на г-н Чърч, заявявайки, че се е върнала у дома, за да си вземе почивка от обучението. В крайна сметка Чарли пита г-н Чърч дали може да живее с него. Той се съгласява, стига тя да спазва едно правило, а то е да уважава личното му пространство.
Една вечер пиян г-н Чърч я заварва да шпионира скрина му. Въпреки че е бременна, той я кара да напусне заради нарушаване на правилата. Тя си тръгва и на следващия ден се натъква на Ларсън, стар приятел от квартала, на паркинга на магазин за хранителни стоки. След размяна на поздрави Чарли се връща към колата си и е съборена в безсъзнание на земята от дете на скейтборд.
Ларсън, който не може да шофира поради злополука с шофиране в нетрезво състояние някъде по-рано, набързо я кара до болницата. Г-н Чърч пристига малко след като Чарли е в болница и я поема като своя отговорност. По-късно Чарли ражда момиченце на име Изабел, по прякор Изи. Те се прибират у дома, за да живеят с г-н Чърч.
Пет години по-късно Чарли работи като сервитьорка и тя и г-н Чърч отглеждат Изи като смесено семейство. Когато г-н Чърч се разболява и става твърде болен, за да готви, Чарли започва да готви и научава, че е наследила готварския талант на г-н Чърч, базиран на годините, в които го е наблюдавала как приготвя храна. Г-н Чърч става все по-болен и накрая умира от разширено сърце.
По време на събуждането Чарли е изненадан да разбере от Джели, собственик на нощен клуб, че г-н Чърч е свирил на пиано в неговия клуб в продължение на 30 години. Чарли е изненадан от това, както Джели е изненадан да открие, че г-н Чърч знае как да готви. На Чарли му просветва, че г-н Чърч е дори по-мистериозен, отколкото тя си е мислила, и че той е имал различни животи, които е разделял един от друг. Винаги е подозирала, че мистър Чърч има нещо повече от това, което изглежда на пръв поглед, и беше любопитна да разбере повече.
Филмът завършва с Чарли, която пише историята на живота си с г-н Чърч.

## Участват
Еди Мърфи като Хенри Джоузеф Чърч         Брит Робъртсън като Шарлот "Чарли" Брукс
Натали Кофлин като младата Шарлот          Наташа МакЕлхоун като Мари Брукс
Ксавие Самуел като Оуен                              Линкълн Мелчър като младия Оуен
Луси Фрай като Попи                                     Мадисън Улф в ролята на Млад Попи
Крисчън Мадсън като Еди Ларсън               Макена Грейс като Изабел „Изи“ Брукс
Том Бари като Франки Туигс

## В България
В България филмът е излъчен за първи път по Би Ти Ви Синема на 30 март 2021 г. Дублажът е на студио „Ви Ем Ес“. Екипът се състои от:
| Озвучаващи артисти  | Ася Рачева Светлана Смолева Симеон Владов Мартин Герасков Николай Николов |
| Преводач            | Константин Николов                                                        |
| Тонрежисьор         | Ирина Тодорова                                                            |
| Режисьор на дублажа | Добрин Добрев                                                             |